# Andrea D'Odorico

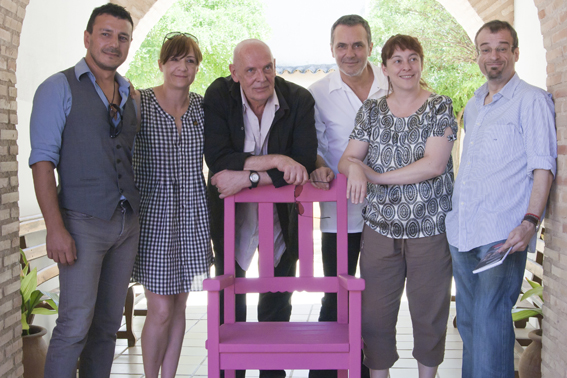
Andrea D'Odorico (tercero desde la izquierda) junto con un grupo de actores.

Andrea D'Odorico Agosto (Údine, Italia, 13 de noviembre de 1942 - Sevilla, 4 de diciembre de 2014) fue un productor teatral, arquitecto y escenógrafo italiano.

## Biografía
Andrea D'Odorico nace en Údine, Italia, en pleno conflicto bélico mundial. Aficionado al dibujo desde la niñez, demuestra su entusiasmo por el arte y la literatura en general. Cursa cinco años de estudios en la Escuela Técnica de Aparejadores de su ciudad natal y, una vez finalizados, en 1962 se traslada a Venecia para ingresar en la Facultad de Arquitectura. En julio de 1969 se licencia y en 1970 viaja a Madrid para trabajar en el estudio de Antonio Lamela. Poco tiempo después conoce al director Miguel Narros (1928 - 2013), que le encarga su primer diseño escenográfico para el montaje del texto de Shelagh Delaney Un sabor a miel (1971), iniciando una fructífera y duradera colaboración entre ambos.
Entre 1978 y 1979 ejerce como escenógrafo del Teatro Estable Castellano (TEC) en producciones como Tío Vania (1978), Así que pasen cinco años (1978) y La dama boba (1979). En 1981 crea junto a Narros Teatro del Arte llevando a escena obras como El Rey Lear (1983), Don Juan Tenorio (1983) o Final de partida (1984). En 1984 D'Odorico asume la dirección técnica del Teatro Español de Madrid; de este periodo destacan las producciones La casa de Bernarda Alba (dirigida por José Carlos Plaza, 1984), El concierto de San Ovidio (1986), El sueño de una noche de verano (1986) y Largo viaje hacia la noche (1988).
En el año 1992 realiza la escenografía y supervisión del vestuario de Fiesta barroca, con motivo de ser Madrid Ciudad Europea de la Cultura. De igual forma participa en los montajes de La Gallarda, de Rafael Alberti, y La truhana, de Antonio Gala, para la       Expo 92. En 1993 decide crear una empresa dedicada a la producción teatral, Producciones Andrea D'Odorico S.L., iniciando su andadura con La doble inconstancia, de Pierre de Marivaux. Le seguirán multitud de creaciones, la mayoría bajo la dirección de Narros: La discreta enamorada (1995), La vida que te di (1997), Panorama desde el puente (2000), Los puentes de Madison (2002), Doña Rosita la soltera o el lenguaje de las flores (2004), Salomé (2005), Así es (si así os parece) (2006) y La señorita Julia (2007).
De forma paralela trabaja con otros directores como Pilar Miró (El anzuelo de Fenisa, 1997), María Ruiz (Casa de muñecas, 2001), Tamzin Townsend (Cuando era pequeña, 2006), Salvador Távora (Las bacantes, 2008), Daniel Veronese (Glengarry Glen Ross, 2009), Laila Ripoll  (Paseo romántico, 2010, y Paradero desconocido, 2012), Manuel Iborra (Shirley Valentine, 2011), Blanca Portillo (La avería, 2011) o Luis Luque (La escuela de la desobediencia, 2011).
Hay que señalar la participación de D'Odorico en filmes como Demonios en el jardín (Manuel Gutiérrez Aragón, 1982), La corte de faraón    (José Luis García Sánchez, 1985) o Tirano Banderas, dirigida también por García Sánchez y por la que recibió el Premio Goya en 1994 al mejor diseño de vestuario. También realizó incursiones en el mundo de la danza con Medea (1984) y Don Juan (1989) para el Ballet Nacional de España.
Andrea D'Odorico fallece de un ataque al corazón el 4 de diciembre de 2014 cuando acudía a la representación de uno de sus últimos montajes, Así es, si así fue. España: de los Trastámara a los Austrias, en el Teatro Lope de Vega de Sevilla. En 2015 se celebra en el Festival de Almagro y el Teatro Español de Madrid la exposición en homenaje a su obra “Los espejos del alma”.

## Fondo Andrea D'Odorico
El Fondo Andrea D’Odorico, constituido por documentos producidos y reunidos por D'Odorico en el ejercicio de su profesión como escenógrafo, diseñador de vestuario, director escénico y productor, se custodia en el Centro de Documentación de las Artes Escénicas y de la Música (CDAEM).

## Productor de teatro
Desde 1972, las producciones de Andrea D’Odorico han dado continuidad a la colaboración
artística emprendida con el director de teatro Miguel Narros y articulándose a nivel creativo, sobre la dirección de este y sobre la escenografía y el diseño de producción de Andrea D’Odorico.
En 1993, D’Odorico abordó la creación de una empresa dedicada en exclusividad a la producción teatral, teniendo en su haber hasta 2008, la cantidad de 15 montajes, todos dirigidos por Miguel Narros.
En 2008, Andrea D’Odorico emprendió una nueva etapa de producción con la obra Tantas voces, de Luigi Pirandello, dirigido por Natalia Menéndez.
Le siguieron montajes como:
- Paseo romántico, de Juan Carlos Plaza-Asperilla y dirección de Laila Ripoll (temporada 2010-2011).
- La lectura dramatizada de La Ilíada, de Homero, dirigida por el propio Andrea D’Odorico.
- La escuela de la desobediencia, de Paco Bezerra y dirigida por Luis Luque (temporada 2011-2012).
- Yo, el heredero, de Eduardo De Filippo y dirección de Francesco Saponaro (temporada 2011-2012).

Hasta 2014 colaboró con el sector público:
- INAEM
- Comunidad de Madrid (compañía concertada)
- Comunidad Autónoma de Murcia
- Red Española de Teatros y Auditorios
- SEACEX (Sociedad Estatal para la Acción Cultural Exterior)
- Comunidad Valenciana
- Festival de Teatro Clásico de Almagro
- Fundación Año Goya 1996
- Teatro Lope de Vega de Sevilla
- Teatro Guerra de Lorca
- Teatro Campoamor de Oviedo
- Teatro Villamarta de Jerez
- Teatro Calderón de Valladolid
- Teatro Albéniz
- Centro Cultural de la Villa
- Teatro Español
- Teatro Valle-Inclán (Centro Dramático Nacional)
- Teatro del Bosque de Móstoles
- Teatro Principal de Alicante
- Festival Internacional de Teatro de Nápoles

Trabajó también con entidades privadas:
- Citibank
- Diario El Mundo
- Peroni España
- El Corte Inglés
- Mercedes Benz

## Producciones de Andrea D’Odorico (2008-2014)
- La señorita Julia
- Tantas voces
- Un paseo romántico
- Yo, el heredero
- La escuela de la desobediencia
- Paradero desconocido[4]
- Así es, si así fue

## Honores y premios
- 1994: Premio Goya al mejor diseño de vestuario por Tirano Banderas.
- 2002: Premio Max de las Artes Escénicas a la mejor producción teatral por Panorama desde el puente.
- 2004: IV Premio de las Artes Escénicas de Castilla-La Mancha Corral de Comedias de Almagro, junto a Miguel Narros.
- 2005: Premio Max de las Artes Escénicas al mejor figurinista por Doña Rosita la soltera (compartido con Miguel Narros).
- 2010: Medalla de Oro al Mérito de las Bellas Artes otorgada por el Consejo de Ministros de España.
- 2011: Premio Max de las Artes Escénicas a la mejor escenografía por Glengarry Glen Ross.
- 2012: Premio Max de las Artes Escénicas a la mejor escenografía por La avería.
- 2014: Premio Ceres a la «mejor trayectoria empresarial».